# Червена (река в Гърция)
Червена или Цервена (на гръцки: Τσερβένα) е река в Егейска Македония, Гърция, ляв приток на Бистрица (Алиакмонас).
Реката извира в Червена гора (Вуринос) северозападно от връх Буртани (Нераида, 1621 m). С планината има еднакво име. Тече на север, след което завива на северозапад във високопланинска котловина. Излиза от планината южно от връх Цуцулянос (893 m), завива на запад и приема левия си приток Кангелия, а след това десния Сятищката река (Сятистикос). Тук носи името Алки. След десетина километра завива на югозапад, приема левия си приток Транос Лакос и под името Кондолакия се влива в Бистрица южно от Янковския мост и бившето село Янково (Месопотамо).
Често за основна река се смята Сятищката, а Червена за неин приток.